# Miguel Coulibaly
Miguel „Baba“ Francisco Coulibaly (* 15. Oktober 1972 in Dakar) ist ein ehemaliger senegalesisch-deutscher Fußballspieler und heutiger Trainer.

## Sportlicher Werdegang

### Spielerkarriere
1992 kam Coulibaly erstmals zum SSV Ulm 1846, konnte sich jedoch unter Trainer Paul Sauter nicht durchsetzen. Über die SpVgg Au/Iller und den SV Lohhof kam er aber 1997 zurück. 1998 gelang ihm mit der Mannschaft der Aufstieg in die 2. Bundesliga. Dort wurde er in der Saison 1998/99 hauptsächlich als Joker eingesetzt. 23 Mal kam er von der Bank, lediglich am letzten Spieltag stand er in der Startelf. In diesen 24 Spielen gelangen ihm drei Tore. Wegen seines im Aufstiegskampf zur Bundesliga vorentscheidenden Tores zum 2:0-Endstand bei Tennis Borussia Berlin am vorletzten Spieltag wird er noch heute von den Anhängern des SSV Ulm 1846 als „Fußballgott“ gefeiert.
Coulibaly verließ dennoch den Verein und ging zusammen mit dem Mannschaftskollegen Neno Rogošić zum VfR Aalen, der in die Regionalliga Süd aufgestiegen war. 2001 erreichte er mit dem Klub das Finale im WFV-Pokal. Dort traf er auf die Amateure seines ehemaligen Arbeitgebers SSV Ulm 1846 und konnte mit dem Treffer zum 1:0 in der 48. Spielminute zum Pokalsieg beitragen. 2001/02 wurde er mit 14 Saisontoren Sechster der Torschützenliste der Regionalliga und reihte sich beim 2:0-Sieg über die Amateure des VfB Stuttgart erneut in die Torschützenliste des Pokalfinales ein. Am Ende der Saison wechselte er zum Ligakonkurrenten FC Augsburg, wo ihm in der ersten Saison 13 Treffer gelangen. 2004 kehrte er wieder zum VfR Aalen zurück, wo er nochmals zwei Jahre spielte. Mit 149 Spielen und 50 Toren rangiert er in der Regionalliga-Bestenliste des VfR Aalen jeweils hinter Neno Rogosic an zweiter Stelle.
2006 unterschrieb „Baba“ Coulibaly erneut beim SSV Ulm 1846 um der Mannschaft zu helfen, in die Regionalliga aufzusteigen. Der Mittelstürmer gehörte auch in der Oberliga Baden-Württemberg zu den treffsichersten Angreifern. Am Ende der Oberliga-Spielzeit 2007/08, in der er zehn Saisontore erzielte, qualifizierte er sich mit dem Klub als Tabellenzweiter für die nun viertklassige Regionalliga. In der anschließenden Spielzeit gehörte er nur noch zu den Ergänzungsspielern, bei seinen 17 Einsätzen wurde er elfmal eingewechselt.
Zur Saison 2009/10 wechselte Coulibaly, dessen Vertrag ausgelaufen war, zum BC Aichach in die Bezirksoberliga Schwaben. 2010 wechselte er aus beruflichen Gründen zum württembergischen Landesligisten SV Ebersbach. Ab 2011 spielte er beim Landesligisten FSV Waiblingen, für den er wegen gesundheitlicher Probleme allerdings nur ein Spiel bestreiten konnte. Anfang 2014 wechselte er innerhalb der Landesliga Staffel 1 zum SV Salamander Kornwestheim. Doch schon anderthalb Jahre später beendete er dann seine aktive Karriere.

### Trainerlaufbahn
Ab 2018 war Coulibaly zwei Spielzeiten bei den Stuttgarter Kickers als Co-Trainer der U-15 aktiv. Im Sommer 2024 übernahm er die U-19-Mannschaft beim TSV Neu-Ulm.

## Erfolge
- WFV-Pokalsieger: 2001, 2002